# 理查德·希克曼
理查德·希克曼（Richard Hickman，1757年—1832年），是一名美国肯塔基州人，并于1812至1816年，担任肯塔基州副州长。

## 生平
1757年，希克曼出生于弗吉尼亚州，并在1793年至1798年，担任第一届肯塔基州众议院议员，随后参加1799年肯塔基宪法会议，并成为肯塔基州参议院。1800年至1808年，担任第一届肯塔基州参议院的12名议员之一，并三度出任（1800年至1808年，1811年至1812年，1819年至1822年）。
1813年，他被州长艾萨克·谢尔比推举为副州长，并跟随谢尔比领导1812年战争。

## 延伸阅读
- Townsend, John Wilson. . Neale Publishing. 1907: 17–19  [2008-11-22]. （原始内容存档于2005年3月8日）.